# Narol (gemeente)
De gemeente Narol is een stad- en landgemeente in het Poolse woiwodschap Subkarpaten, in powiat Lubaczowski.
De zetel van de gemeente is in Narol.
Op 30 juni 2004 telde de gemeente 8449 inwoners.

## Oppervlakte gegevens
In 2002 bedroeg de totale oppervlakte van gemeente Narol 203,58 km², waarvan:
- agrarisch gebied: 39%
- bossen: 55%

De gemeente beslaat 15,56% van de totale oppervlakte van de powiat.

## Demografie
Stand op 30 juni 2004:
| Omschrijving                   | Totaal | Totaal | Vrouwen | Vrouwen | Mannen | Mannen |
| ------------------------------ | ------ | ------ | ------- | ------- | ------ | ------ |
| eenheid                        | aantal | %      | aantal  | %       | aantal | %      |
| inwoners                       | 8449   | 100    | 4081    | 48,3    | 4368   | 51,7   |
| bevolkingsdichtheid (inw./km²) | 41,5   | 41,5   | 20      | 20      | 21,5   | 21,5   |

In 2002 bedroeg het gemiddelde inkomen per inwoner 1319,98 zł.

## Plaatsen
Bieniaszówka, Chlewiska, Dębiny, Huta Różaniecka, Huta-Złomy, Jędrzejówka, Kadłubiska, Lipie, Lipsko, Łówcza, Łukawica, Narol-Wieś, Piła, Płazów, Podlesina, Ruda Różaniecka, Wola Wielka, Złomy Ruskie.